# وزارت جنگ (ژاپن پیشامدرن)
وزارت جنگ یا هیوبو-شو (به ژاپنی: 兵部省, Hyōbu-shō)، گاهی تسووامونو نو تسوکاسا نامیده می‌شود، یکی از هشت وزارتخانه دربار امپراتوری ژاپن و یک بخش از دولت دربار امپراتوری در کیوتو از قرن هشتم ژاپن بود، در دوره آسوکا تأسیس شد و در دوره هی‌آن رسمیت یافت. وزارتخانه در دوره میجی جایگزین شد.